# Chó do Guri
Maria de Fátima de Morais, mais conhecida pelo pseudónimo Chó do Guri (Quibala, 24 de janeiro de 1959 — Luanda, 7 de julho de 2017), foi uma poetisa angolana.

## Biografia
Nascida a 24 de janeiro de 1959 em Quibala, na província angolana de Cuanza Sul no período colonial, era filha de mãe angolana e pai alemão. A sua família mudou-se para Luanda quando ela tinha dois anos de idade, onde residiu no Bairro Operário. Aos quatro anos de idade, foi internada pela sua mãe nas madres da Igreja de São Domingos, porque estava sem condições financeiras para alimentá-la. Chó do Guri interessou-se pela poesia desde jovem e publicou o seu primeiro poema em 1988, no jornal Mural da Associação de Estudantes Angolanos em Portugal. Chó do Guri concluiu os estudos primários e secundários em Luanda, cursou ciências farmacêuticas na Faculdade de Farmácia da Universidade de Lisboa, e graduou-se em ação social pela Universidade Aberta de Lisboa, em Portugal.
O seu primeiro livro, Vivências, foi publicado em 1996. A sua obra Chiquito da Camuxiba foi publicada em 2006, e venceu o Prémio de Literatura Africana, atribuído pelo Instituto Marquês de Valle Flôr. A sua obra, A Filha do Alemão, intitulada inicialmente A Filha do Pecado, foi publicada em 2007, após ser concluída em quase vinte anos. O economista António Fonseca elogiou o romance, tendo escrito que a obra era "um grande subsídio para o estudo da história recente de Angola", que permite compreender de forma mais clara "as novas classes sociais de Angola" e "conhecer a alma e a história recente" do país.
Em 2009, A Filha do Alemão foi traduzida na língua alemã pelo Instituto Goethe. A obra também foi apresentada no programa da abertura do Centro Cultural Alemão em Luanda. Diversas antologias de poemas de Chó do Guri foram publicadas em Angola e no Brasil. Também foi colunista do jornal Folha 8.

## Obras
- Vivências (1996)
- Bairro Operário - A Minha História (1998)
- Morfeu (2000)
- Chiquito da Camuxiba (2006)
- Na Boca Árida da Kyanda (2006)
- A Filha do Alemão (2007)[4]
- Songuito e Katite (2009)
- O Cambulador (2013)[9]
- Pulas, Bumbas, Companhia Limitada e muita Cuca (2016)[10]